# Alberto Erede
Alberto Erede (* 8. November 1909 in Genua; † 12. April 2001 in Monte Carlo) war ein italienischer Dirigent, der vor allem in Opernhäusern dirigierte.

## Leben
Alberto Erede studierte zunächst in Genua Klavier und Violoncello, anschließend in Mailand Komposition. Bei Felix Weingartner in Basel ließ er sich im Dirigieren ausbilden und praktizierte als Assistent bei Fritz Busch in Dresden. 1930 wurde ihm die Leitung des Orchesters Accademia di Santa Cecilia in Rom übertragen. 1934 bat ihn Busch ihm beim Glyndebourne Festival zu unterstützen. Dies wiederholte sich jährlich, in seinen letzten beiden Jahren, 1938 und 1939, übernahm er selbst die Verantwortung bei Die Hochzeit des Figaro und Don Giovanni. Seine erste Festanstellung führte ihn 1934 nach Salzburg, wo er auch einen Beitrag zu den Salzburger Festspielen lieferte. Für die darauffolgende Spielzeit engagierte ihn das Turiner Orchester, mit dem er Wagners Der Ring des Nibelungen gab. Nach dieser Saison kehrte er 1935 nach Salzburg zurück, weil das im Aufbau befindliche multinationale Opernensemble um die Altistin Herta Glaz namens „Salzburg Opera Guild“, das speziell auf USA-Tourneen ausgerichtet war, einen Dirigenten suchte. Diese Aufgabe übte Erede von 1935 bis 1938 aus. Sie gewährte ihm ausreichend Zeit, um Gastspiele abzuhalten, zum Beispiel seine Dirigenten-Debüts 1937 beim New Yorker NBC Symphony Orchestra und 1938 an der Mailänder Scala. Während des Krieges wirkte er in seinem Heimatland weiter als Dirigent. Von 1945 bis 1946 stand er dem Symphonieorchesters der RAI in Turin vor. Von 1946 bis 1948 war er Musikdirektor der New Opera Company am Londoner Cambridge Theatre, wo er unter anderem Verdis Rigoletto aufführte. 1949 übernahm er wieder das Radiosymphonieorchester der RAI Torino, ehe er 1950 von Rudolf Bing als Chefdirigent für das italienische Fach an die Metropolitan Opera New York verpflichtet wurde. Unter seiner musikalischen Leitung verabschiedete sich 1952 dort Kirsten Flagstad in Glucks Alceste von der Bühne. Im selben Jahr trat er erstmals an der Wiener Staatsoper in Erscheinung, mit gleich drei Werken: Tosca, Turandot und Aida. Sein erstes Covent-Garden-Gastspiel fand 1953 mit Verdis Troubadour statt. 1955 lief sein Vertrag in New York aus. Bevor er an der Deutschen Oper am Rhein seinen Dienst antrat, nutzte er die Zwischenphase, um in Glyndebourne Rossinis Der Barbier von Sevilla zu dirigieren. An der Düsseldorf-Duisburger Rheinoper war er ab 1956 tätig, von 1958 bis 1962 als Generalmusikdirektor. Noch unbelastet von arbeitsintensiven Aufgaben, hielt er 1957 ein Gastspiel mit Verdis Falstaff an der Städtischen Oper Berlin ab. Aber auch in hoher Funktion ließ er es sich 1959 nicht nehmen, nach Tokio aufzubrechen, um andere Verdi-Opern zu Gehör und auf Tonträger zu bringen. In Düsseldorf blieb er bis ins hohe Alter ständiger Gastdirigent, wobei 1100 Vorstellungen zu Buche stehen, deren letzte vom 4. März 1989 datiert.
Bereits 1961 hatte er den Posten als Leiter des Gothenburg Symphony Orchestra angenommen. Das Engagement dauerte bis 1967. Innerhalb dieser Beschäftigungsperiode, und zwar 1963, dirigierte er erstmals beim Edinburgh Festival. Als einer der wenigen Italiener übernahm Erede 1968 bei den Bayreuther Festspielen die musikalische Leitung für die Aufführungen von Lohengrin. Seine nächste Station war das Teatro Colón Buenos Aires. 1970 dirigierte er im Opernhaus Zürich unter anderem Händels Agrippina. Den Haag bedachte er im selben Jahr mit Haydns La fedeltà premiata. Die Spielzeit 1974/75 verbrachte er erneut an der Metropolitan Opera New York. 1976 wurde er zum künstlerischen Leiter des Premio Internazionale di Violino „Niccolò Paganini“ ernannt. Ein Gastspiel in Sydney stand 1985 auf dem Programm, eines in Rom 1988. In den italienischen Metropolen Rom, Mailand, Florenz und Neapel war er immer mal wieder zu Gast.
In den 1950er und 1960er Jahren nahm er als Leitender Dirigent der „Decca Schallplattenproduktion fürs italienische Opernrepertoire“ verschiedene Schallplatten auf, unter anderem mit dem Orchester der Accademia di Santa Cecilia in Rom und Solisten wie Renata Tebaldi, Inge Borkh, Giuseppe Campora, Mario del Monaco, Ettore Bastianini und Cesare Siepi.

### Internetquellen
- Klaus Ulrich Spiegel: Interpretationsstandards einer intakten Opernszene. Alberto Erede. In: Ostinato. Abgerufen am 21. April 2014 (falsches Geburtsjahr).

- Alberto Erede. In: bayreuther-festspiele.de. Bayreuther Festspiele GmbH, abgerufen am 21. April 2014.

- Robert Adelsen: Alberto Erede. Artist Biography. In: allmusic.com. Allmusic, a division of All Media Network, abgerufen am 21. April 2014 (englisch).